# Silphidae
Famille
Les Silphidae forment une famille d'insectes de l'ordre des coléoptères et de la super-famille des Staphylinoidea. Il s'agit d'une petite famille qui ne comprend pas plus de 200 espèces. On y retrouve deux sous-familles : les Silphinae et les Nicrophorinae.
Ces insectes sont généralement retrouvés dans les régions tempérées. Quelques espèces sont mentionnées dans les climats plus tropicaux. Les Silphidae se nourrissent de matières organiques en décomposition, comme les cadavres d'animaux. À cause de leur mode de vie nécrophage, ils sont d'une grande importance dans la médecine légale. Leur présence dans un corps en décomposition permet d'estimer l'intervalle de temps post-mortem (IPM). Certaines espèces sont connues pour avoir des comportements parentaux. Leur taille varie de 7-45 mm. 

## Dénomination
Cette famille a été décrite par l'entomologiste français Pierre André Latreille en 1806.

### Synonymie[1]
- Silphales (Latreille, 1806)
- Necrophoridae (Kirby, 1837)

## Étymologie
Le mot «Silphide» serait apparu au XVIe siècle dans les œuvres de Paracelse et se réfère à une race d'esprits immortels et sans âme qui habitent l'air. Le mot est également lié au latin «sylva» qui signifie «jeune fille mince et gracieuse». En grec, il signifie «nymphe de lumière, mouvement aérés».

## Répartition et distribution
On retrouve les silphidae pratiquement partout à travers le monde et ils sont surtout abondants dans les zones tempérées. Ils y sont également plus diversifiés. Ils sont assez rares dans les zones tropicales mais on retrouve des espèces endémiques de ce type de région. À ces endroits, la présence des fourmis, des mouches et d'autres charognards comblent leur niche écologique et pourraient expliquer leur absence dans ces régions.

## Écologie et comportements

### Alimentation
Les adultes Silphidae sont nécrophages, nécrophiles ou prédateurs. On les retrouve dans les quatre stades de décomposition d'un corps mort : frais, ballonné, putréfié et sec. Les adultes semblent préférer lorsque le cadavre est ballonné ou encore en état de putréfaction. C'est d'ailleurs pendant ces étapes de décomposition qu'ils pondront leurs œufs à l'intérieur du corps. Les larves se développent au cours du processus.

#### Silphinae

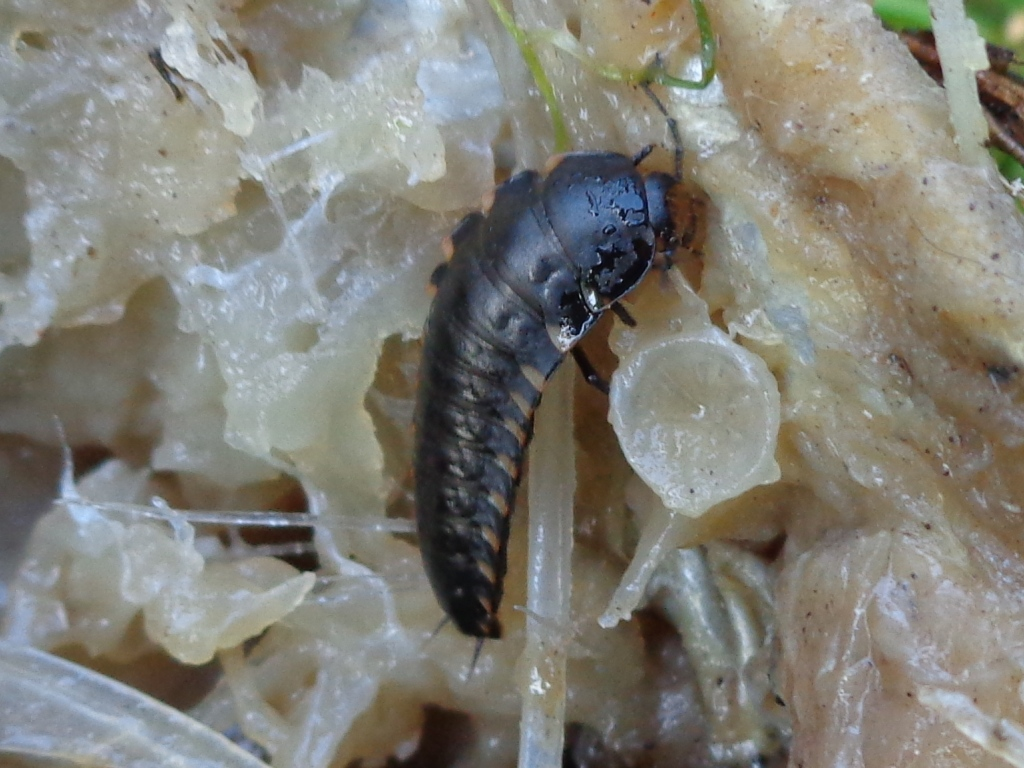
Larve de Silphe (Silpha tristis) à l'intérieur d'une carcasse.

Chez la sous-famille des Silphinae, les adultes et les larves se nourrissent d'asticots. Ils colonisent donc lorsque les larves de mouche sont en très grand nombre, soit durant la putréfaction. Les larves de Silphinae peuvent également se nourrir de la chair en décomposition. Certains sont également prédateurs, comme le Petit Silphe noir (Phosphuga atrata), qui se nourrit principalement d'escargots. 

#### Nicrophorinae

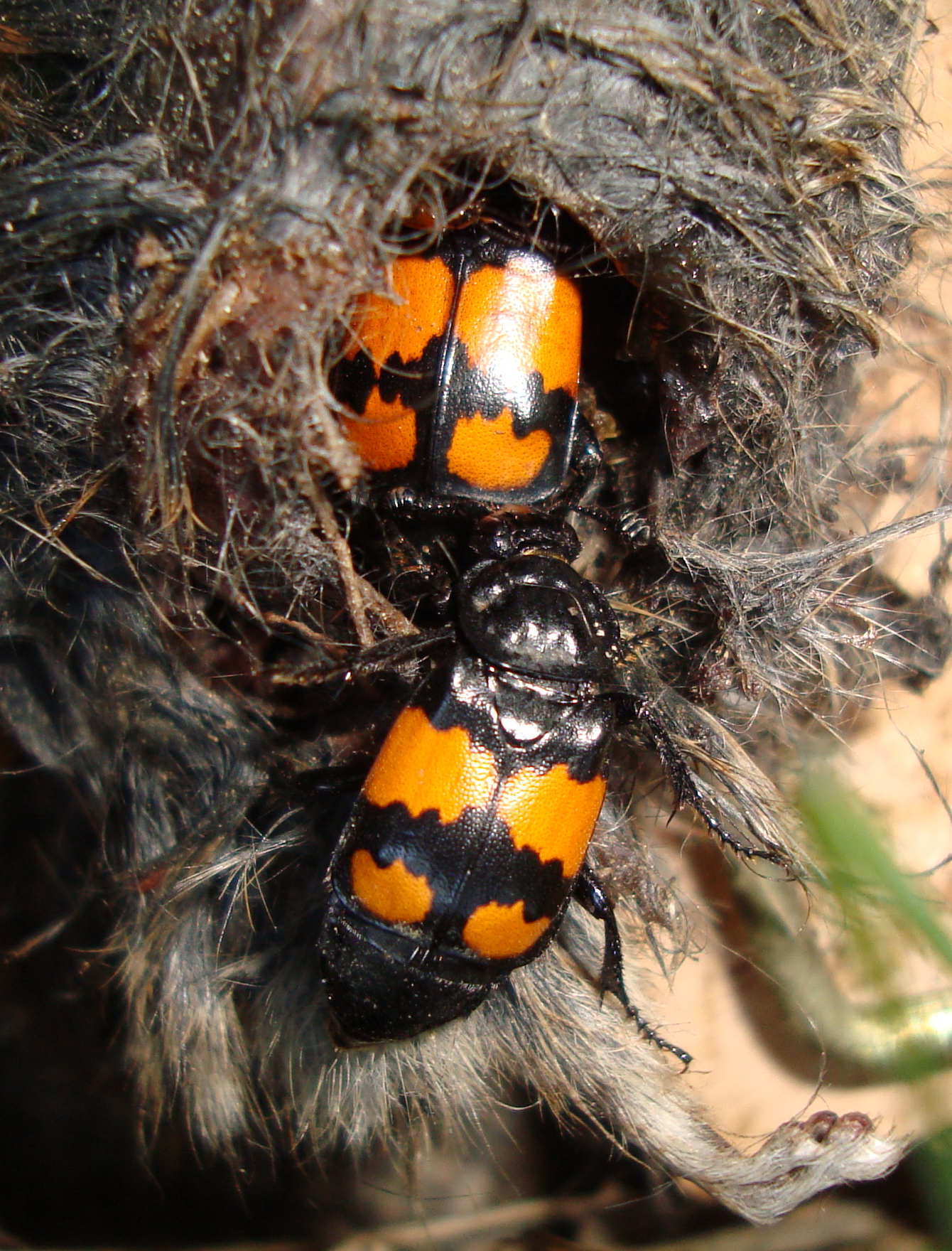
Deux Nicrophorus vespilloides sur un cadavre.

Les adultes de la sous-famille des Nicrophorinae vont coloniser le corps plus tôt, afin d'éviter la concurrence avec les larves de mouches. Si le nombre d'asticot est trop important, ils délaisseront le corps. Chez certaines espèces de nécrophores, le mâle et la femelle enterrent la carcasse d'un petit animal et la femelle pond ses œufs dessus. Ainsi caché sous terre, il n'y a plus de compétition avec les asticots et les autres insectes décomposeurs. Chez d'autres espèces, les adultes creusent une légère dépression sous le corps où ils se placeront pour protéger et nourrir leurs larves. Les Nicrophorinae sont connues pour prendre soin de leur progéniture. Les adultes régurgitent de la nourriture dans la bouche des larves jusqu'à ce qu'elles deviennent adultes.

### Défense
Avec le temps, les membres de cette famille ont développé de nombreuses adaptations qui leur permettent de prospérer dans plusieurs niches écologiques. La plupart des silphides ont une coloration terne constituée de dorée, de noir ou de brun. Une robe qui facilite le camouflage dans leur environnement.  D'autres, comme le genre Nicrophorus, ont des couleurs d'avertissement (aposématisme et mimétisme batésien). On retrouve également l'espèce, Oiceoptoma inaequale, qui mime d'être plus imposant. Cet insecte tient ses élytres au-dessus de son abdomen lorsqu'il vole. Lorsqu'elles sont exposées à la lumière, l'envers devient bleu métallique. Un effet visuel qui lui donne l'apparence d'être plus large. Beaucoup de Silphidae sécrètent par leur glande rectale, une substance chimique composée d'acides aliphatiques et d'alcools terpéniques. Cette sécrétion a une forte odeur et pourrait être irritante pour certains prédateurs. L'espèce Necrodes surinamensis est capable de pulvériser cette sécrétion dans toutes les directions possibles grâce à la contorsion de son abdomen.

### Locomotion
Les silphidae se déplacent surtout en marchant. Ils sont capables de parcourir de grandes distances pour trouver une carcasse. La plupart des espèces sont aptes à voler mais certaines ont perdu cette capacité. Lors de la décomposition, l'hydrogène sulfuré et des différents gaz libérés tracent un chemin olfactif. Ces molécules sont interceptées par des chémorécepteurs positionnés sur les antennes de l'insecte. Les silphidae sont donc capables de sentir une carcasse à une très grande distance. À une courte distance, le bout des palpes détectent les odeurs. Ces insectes sont surtout actifs la nuit.

### Compétition
La concurrence avec les autres organismes charognards peut avantager ou désavantager ceux-ci. L'avantage est que les larves de mouches deviennent une nourriture d'approvisionnement pour les Silphidae. Le désavantage, c'est que si elles sont trop nombreuses, les nécrophores ne voudront pas coloniser le cadavre. C'est probablement pour cette raison que ce groupe s'est adapté à enterrer la carcasse de petits animaux. Une technique qui permet aux larves d'avoir accès à la nourriture.

## Classification[9]
- sous-famille Nicrophorinae Kirby, 1837

Nicrophorus Fabricius, 1775
Eonecrophoros Kurosawa, 1985
Ptomascopus Kraatz, 1876
- sous-famille Silphinae Latreille, 1806

tribu Silphini Latreille, 1807
Ablattaria Reitter, 1884
Aclypea Reitter, 1884
Dendroxena Motschulsky, 1858
Heterosilpha Portevin, 1926
Heterotemna Wollaston, 1864
Necrophila Kirby & Spence, 1828
Oiceoptoma Leach, 1815
Oxelytrum Gistel, 1848
Phosphuga Leach, 1817
Ptomaphila Kirby & Spence, 1828
Silpha Linnaeus, 1758
Thanatophilus Leach, 1815
tribu Necrodini Portevin, 1929
Necrodes Leach, 1815
Diamesus Hope, 1842